# Ейджей і Королева
ЕйДжей і Королева (англ. AJ and the Queen) — американський комедійний телесеріал, створений РуПолом та Майклом Патріком Кінгом. Прем'єра відбулася на Netflix 10 січня 2020 року.

## Сюжет
ЕйДжей і Королева розповість про Рубі Ред, знамениту але нещасливу дреґ-квін, яка подорожує Америкою від клубу до клубу разом із 10-річною безпритульною дівчинкою.

## У ролях

### Головні персонажі
- RuPaul — Роберт Лінкольн Лі/Рубі Ред
- Іззі Дж — ЕйДжей
- Майкл-Леон Вулі — Луїс/Коко Баттер
- Джош Сегарра — Гектор Рамірес/Даміан Санчес
- Тіа Каррере  — Леді Небезпека
- Катерина Танненбаум — Бріанна

### Інші персонажі
- Метью Вілкас — Офіцер Патрік Кеннеді

### Запрошені гості
- Вікторія «Поркчоп» Паркер — Поркчоп[3]
- Джинкс Монсун[3] — Еді
- Катя Замолодчикова[3] — Магда
- Маріо Кантоне — Альма Джой
- Марк Сінгер — Боб
- Едріенн Барбо — Гелен
- Майкл Кіріл Крейтон — Крістіан
- Чад Майклс[3] — Брайан Герріті
- Тім Беглі — Ллойд Джонсон
- Лора Белл Банді — Бернадетт
- Бріджит Еверет — Анна
- Наташа Леджеро — Кет
- Латріс Роял[3] — Фаберже Легс
- Моніка Херт[3] — Місс Террі Торі
- Кевін Даніелс — Даррелл
- Джон Рубінштейн — Лікар
- Мері Кей Плейс — Адміністратор лікарні
- Джейн Краковскі — Бет-Барнс Бігль
- Джинжер Мінь[3] — Томмі/Фанні Пак
- Трініті Тейлор[3] — Даніель Дупрі
- Жужубі[3] — ЛІ Сент-Лі
- Патрік Брістоу — Кевін Прескот
- Лоррейн Бракко — камео

Крім того були запрошені колишні учасниці Королівських перегон Ру Пола: Мейгем Міллер, Валентина, Еврика О'Хара, Бьянка Дель Ріо, Алексіс Матео, Маніла Лузон, Ванесса Ванджіе Матео, Джеймс Менсфілд, Онджина, Кеннеді Давенпорт, Марія Баленсіага, Джейд Джолі та Pandora Boxx у власному камео, виступаючи як безіменні королеви.

## Список епізодів
| № серії | Назва серії     | Режисер(и)        | Сценарист(и)                       | Оригінальна дата виходу |
| --- | --------------- | ----------------- | ---------------------------------- | ----------------------- |
| 1 | «Нью-Йорк»      | Майкл Патрік Кінг | Рупол & Майкл Патрік Кінг          | 10 січня 2020           |
| Рубі Ред планує відкрити власний клуб у Нью-Йорку, але несподіваний вчинок її коханого чоловіка руйнує ці плани. Рубі та її друг Луїс допомагають безпритульному хлопчику, який виявився дівчинкою на ім'я ЕйДжей. Її мати заарештували і дівчинка змушена самотужки виживати на вулицях міста. |                 |                   |                                    |                         |
| 2 | «Пітсбург»      | Майкл Патрік Кінг | Рупол & Майкл Патрік Кінг          | 10 січня 2020           |
| Рубі Ред відправляється в турне країною на старому фургоні, в який потайки залізла ЕйДжей. Згодом з'ясувалося, що їх переслідує пара небезпечних злочинців. |                 |                   |                                    |                         |
| 3 | «Коламбус»      | Бобкет Голдтуейт  | Джоні Марчінко                     | 10 січня 2020           |
| Рубі та ЕйДжей зупиняються в автомайстерні для ремонту фургона. Рубі приходить на конкурс, де на неї ніхто не чекав. |                 |                   |                                    |                         |
| 4 | «Луїсвілль»     | Адам Девідсон     | Рупол & Майкл Патрік Кінг          | 10 січня 2020           |
| В черговому місті місцеві дреґ-квін не в захваті від приїзду Рубі. Бріанна шукає можливість зв'язатися з донькою. Рубі намагається допомогти жертві шахрая. |                 |                   |                                    |                         |
| 5 | «Маунт-Джульєт» | Майкл Патрік Кінг | Ерік Рейєс Ло                      | 10 січня 2020           |
| Рубі та ЕйДжей відвідують музей дизайнера сценічної сукні. Луїс дізнається неприємну інформацію про мати ЕйДжей. |                 |                   |                                    |                         |
| 6 | «Літл Рок»      | Адам Шенкман      | Стівен Сорока                      | 10 січня 2020           |
| Рубі отримує пропозицію стати постановником мюзиклу поки ЕйДжей наполегливо шукає скарби. Леді Небезпека готує черговий замах на Рубі. |                 |                   |                                    |                         |
| 7 | «Джексон»       | Енн Флетчер       | Дрю Дроге                          | 10 січня 2020           |
| Рубі дізнається про незаконну діяльність свого давнього друга. Демієн та Леді Небезпека укладають угоду. ЕйДжей прагне завести собаку. |                 |                   |                                    |                         |
| 8 | «Батон Руж»     | Майкл Спіллер     | Трейсі Пуст & Джон Кінналлі        | 10 січня 2020           |
| Демієн виявляє схованку своєї кримінальної напарниці. Рубі та ЕйДжей змушені звернутися до місцевої лікарні, де Рубі усвідомлює, що нічого не знає про свою супутницю. Ця необізнаність декому здається підозрілою.                                                                             |                 |                   |                                    |                         |
| 9 | «Форт Уорт»     | Денні Гордон      | Майкл Патрік Кінг & Джоні Марчінко | 10 січня 2020           |
| Аби знайти доньку Бріанна погрожує Луїсу. Рубі на вечірці пробує себе в незвичній ролі. ЕйДжей товаришує з дивакуватим хлопцем. |                 |                   |                                    |                         |
| 10 | «Даллас»        | Майкл Патрік Кінг | Рупол & Майкл Патрік Кінг          | 10 січня 2020           |
| Турне закінчилося і попри сумніви Рубі виконує свою обіцянку. ЕйДжей усвідомлює, що її мрія ніколи не здійсниться. |                 |                   |                                    |                         |

## Виробництво
11 травня 2018 року було оголошено, що Netflix розпочав зйомки першого сезону, що складається з десяти епізодів. Виробничі компанії, що брали участь у зйомках серіалу, включають MPK Productions та Warner Bros. Television. 17 липня 2018 року в Інтернеті було опубліковано оголошення про набір у кастинг агенціями талантів. Також були розкриті імена чотирьох нових персонажів (Луїс, Гектор/Даміан Санчес, Леді Небезпека та Брієнна), а також описи до персонажів.

### Кастинг
Разом із оголошенням про зйомки серіалу було підтверджено, що RuPaul зіграє головну роль серіалу. 20 вересня 2018 року було оголошено, що Джош Сегарра, Майкл-Леон Вулі, Катерина Танненбаум та Тіа Каррере були призначені на провідні ролі. 16 жовтня 2018 року з'явилося повідомлення про те, що Іззі Дж була призначена на роль ЕйДжей. 18 січня 2019 року було оголошено, що Меттью Вілкас приєднався до акторського складу.

## Відгуки
На сайті Rotten Tomatoes серіал має рейтинг 52% із середнім балом 5,39/10 на основі 21 рецензії від кінокритиків. На Metacritic серіал отримав 46 балів зі 100 на основі 8 рецензій від кінокритиків, що свідчить про «змішані рецензії». Рейтинг користувачів Google — 96 %, а на IMDb — 7,6/10.